# Cornelis Musius

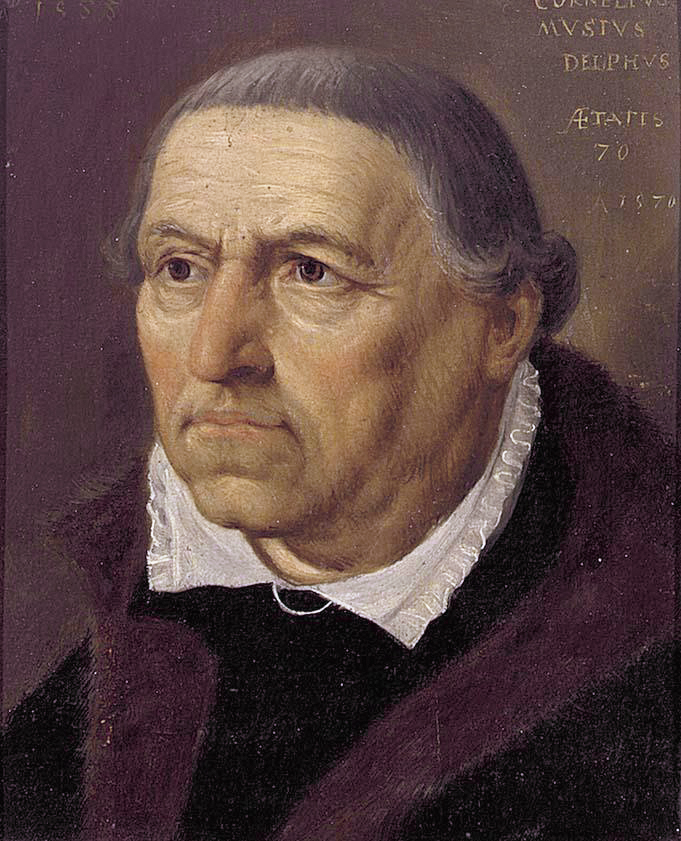
Cornelis Musius

Cornelis Musius, auch Cornelis Muys (* 10. Juni 1500 in Delft; † 10. oder 11. Dezember 1572 in Leiden) war ein niederländischer römisch-katholischer Priester und Klosterrektor, humanistischer Gelehrter, Dichter und Kunstsammler. Da er für seine Glaubenszugehörigkeit hingerichtet wurde, gilt er als Märtyrer.

## Leben
Cornelis Musius wurde 1500 in Delft geboren. Seine Eltern waren der aus einem Dordrechter Patriziergeschlecht stammende Johannes Pieterszon Musius und dessen Ehefrau Elisabeth Woudana. Musius verlor seine Eltern schon sehr früh. Er zog auf Anraten seines Vormundes nach Leuven, um Theologie zu studieren. Dazu eignete er sich umfassende Kenntnisse in Latein und Griechisch an und studierte außerdem die Philosophie von Aristoteles. Bei seinen weiteren Aufenthalten in Atrecht, Paris und Poitiers pflegte er Umgang mit humanistischen Gelehrten, mit denen er noch jahrelang einen regen Briefwechsel führte.
Musius plante gerade eine Reise nach Italien, als er erfuhr, dass der Prior des Sint Agathakloosters in seiner Heimatstadt verstorben war. 1538 kehrte er nach Delft zurück. Dort ließ er sich zum Priester weihen; anschließend übernahm er die Stelle als Prior und Beichtvater der Klosterschwestern. Neben seiner geistlichen Tätigkeit beschäftigte sich Musius mit der Dichtkunst und verfasste fromme Gedichte in lateinischer Sprache. Außerdem hatte er großes Interesse an zeitgenössischer Kunst; so trat er als Mäzen auf und erstand unter anderen ein Werk des Malers Maarten van Heemskerck, das noch immer in den ehemaligen Klosterräumen, dem heutigen Museum Prinsenhof, zu sehen ist. 
Dort traf sich Musius regelmäßig mit dem Anführer der Aufständischen, Prinz Wilhelm I. von Oranien, der 1572 in Delft Einzug gehalten und im Agathakloster Quartier genommen hatte. Wilhelm beschwor Musius, im Kloster wohnen zu bleiben, denn der Oranier verfolgte das Ziel, dass Menschen unterschiedlicher Konfessionen friedlich miteinander leben. Dennoch setzte sich Musius, der sich nicht sicher fühlte und das Geld sowie die wertvolle Kunstsammlung des Klosters nicht den Aufständischen überlassen wollte, zusammen mit zwei Vertrauten heimlich ab. Wilhelm gab daraufhin dem berüchtigten Gouverneur Lumey  den Auftrag, Musius zurück nach Delft zu holen. Doch Lumey, der schon für die Ermordung der Märtyrer von Gorkum verantwortlich zeichnete, hielt sich nicht daran. Seine Soldaten fingen Musius in Den Haag ab und führten ihn nach Leiden. Um zu erfahren, wo er den Klosterschatz verbarg, wurde Musius gefoltert und anschließend in der Nacht vom 10. auf den 11. Dezember 1572 in Leiden gehängt. 
Musius wird seitdem als Märtyrer verehrt, ist aber offiziell nicht 
heilig- oder seliggesprochen worden. Lumeys Ungehorsam führte dazu, dass er beim Prinzen von Oranien in Ungnade fiel und seinen Gouverneursposten verlor.

## Werke
- Kleine Latijnse getijden en gebeden. Delft, ca. 1553; Sammlung de Universitätsbibliothek Leiden
- Lijfspreuk
- Non sine fato (später geändert in: Non sine Christo)
- Encomium solitudinis
- Imago patientiae
- Institutio foeminae Christianae
- Famularum Desiderii Erasmi libellus

## Belege
1. ↑  heiligen-3s.nl

| Personendaten    | Personendaten |
| ---------------- | --- |
| NAME             | Musius, Cornelis |
| ALTERNATIVNAMEN  | Muys, Cornelis |
| KURZBESCHREIBUNG | niederländischer römisch-katholischer Priester und Klosterrektor, humanistischer Gelehrter, Dichter und Kunstsammler |
| GEBURTSDATUM     | 10. Juni 1500 |
| GEBURTSORT       | Delft |
| STERBEDATUM      | 10. Dezember 1572 oder 11. Dezember 1572                                                                             |
| STERBEORT        | Leiden |